# کارگر برای کشور
کارگر برای کشور (به تامیلی: Oorukku Uzhaippavan) و (به انگلیسی: Worker for the country) فیلمی هندی محصول سال ۱۹۷۶ و به کارگردانی ام کریشنان نایر است. در این فیلم بازیگرانی همچون ماروتور راماچاندران، وانسیری و ونیرا آدی نیرمالا ایفای نقش کرده‌اند.